# Marzigetta asynetalis
Marzigetta asynetalis là một loài bướm đêm trong họ Noctuidae.